# Ізраїльський акваріум
Ізраїльський акваріум (івр. ‏אקווריום ישראל‏‎) — громадський акваріум в Ізраїлі, в Західному Єрусалимі, який створено 19 червня 2017 року.
Акваріум фокусується на морському середовищі морів, що оточують Ізраїль — Червоному морі і Середземному морі та озер — Галілейському морі, Мертвому морі. Акваріум був побудований Біблійним зоопарком і розташований поруч з парком, але розташований як окрема пам'ятка. Акваріум відкрився для широкого загалу у вересні 2017 року.

## Історія будівництва акваріума
У 2008 році, після завершення процесу перепланування і після передачі Біблійному зоопарку додаткових територій, почався довгий процес планування розвитку зоопарку та його розширення. Рішення про будівництво акваріума було обумовлено цілим рядом причин. Крім обговорення шляхів майбутнього розвитку зоопарку був завершений і затверджений національний план збереження біологічного різноманіття в Ізраїлі. Найважливішою рекомендацією в цьому плані була рекомендація про створення першого в Ізраїлі акваріума, з метою підвищення обізнаності громадськості про місця проживання представників морської фауни в Ізраїлі. Рекомендації цього плану, підписані Міністерством з охорони навколишнього середовища, були прийняті урядом Ізраїлю.
Було вирішено, що в акваріумі будуть представленні місць проживання і морських мешканців, специфічних для Ізраїлю. Проєкт отримав тимчасову назви «Море Ізраїлю» або «Море Єрусалиму». Після завершення початкового процесу планування за співпраці з компанією «OK Bay Consulting» з Оклахоми, до проєкту приєдналася родина Готтсманів з Нью-Йорка, яка пожертвувала 11 мільйонів доларів, а також додаткові жертводавці як з Ізраїлю, так і зі усього світу. Поряд з цим, були проведені інвестування ресурсів з наявного фонду Біблійного зоопарку за сприяння муніципалітету Єрусалиму і Міністерства туризму Ізраїлю. Загальну вартість будівництва було оцінено в 100 мільйонів шекелів. Проєкт був розроблений архітектором Лані Равів з фірми «Равів-Таль» разом з «OK Bay Consulting».